# Héctor Mayagoitia Domínguez
Pour les articles homonymes, voir Domínguez.
Héctor Uriel Mayagoitia Domínguez, né le 7 janvier 1923 à Durango (Durango) et mort le 4 octobre 2023, est un homme politique mexicain. 
Il est le gouverneur de l'État mexicain de Durango entre le 15 septembre 1974 et le 14 décembre 1979,.